# Tamer Bayoumi
Tamer Salah Ali Abdu Bayoumi (12 de abril de 1982) é um taekwondista egípcio.
Bayoumi competiu nos Jogos Olímpicos de 2004 e 2012, na qual conquistou a medalha de bronze, em 2004, derrotando na decisão do bronze Juan Antonio Ramos.